# Walter Emanuel Jones
Walter Emanuel Jones (Detroit, Míchigan, 30 de noviembre de 1970), conocido simplemente como Walter Jones, es un actor estadounidense.
Por lo que mejor se le conoce es por su papel en la teleserie Mighty Morphin Power Rangers como Zack Taylor, el primer Mighty Morphin Black Ranger. En la actualidad, es profesor de baile.
Entre 1993 y 1994, participó en la serie Mighty Morphin Power Rangers como Zack y fue el primer Black Ranger de la saga. Pero, en la mitad de la segunda temporada, Walter se retira y le deja el puesto a Johnny Yong Bosch. Luego, apareció con Austin St. John presentando un episodio especial de Power Rangers en el que además de repasar los mejores momentos de la saga se estrenó el episodio piloto de la serie, inédito hasta ese entonces. También ha seguido interviniendo en algunas ocasiones como actor de voz para algunos monstruos del serial
En 2023, Jones coprotagonizó el especial para Netflix Power Rangers: Ayer, hoy y siempre, interpretando nuevamente a Zack Taylor, el Mighty Morphin Black Ranger, durante la conmemoración de los 30 años de la franquicia.
Apareció como extra en el episodio «El arte de escuchar», de la serie Beverly Hills 90210. Apareció también como personaje secundario en el episodio «Terror», de la temporada 4 de la serie Buffy, cazavampiros.

## Filmografía
| Año       | Título                             | Personaje              | Notas                 |
| --------- | ---------------------------------- | ---------------------- | --------------------- |
| 1993-1994 | Mighty Morphin Power Rangers       | Zack Taylor            | Rol principal         |
| 1996      | Malibu Shores                      | Michael «Mouse» Hammon |                       |
| 1998      | Brink!                             | Boomer                 |                       |
| 1999      | Power Rangers Lost Galaxy          | Voz de Nightmare       | «Batalla de sueños»   |
| 2002      | Power Rangers Wild Force           | Voz del general Gerrok | «Forever Red»         |
| 2023      | Power Rangers: Ayer, hoy y siempre | Zack Taylor            | Especial para Netflix |